# خانه سهرابی دزفول
خانه سهرابی مربوط به دوره قاجار است و در دزفول، خیابان قاضی واقع شده و این اثر در تاریخ ۱ مهر ۱۳۹۸ با شمارهٔ ثبت ۳۲۵۰۹ به‌عنوان یکی از آثار ملی ایران به ثبت رسیده است.